# Christopher Luxon

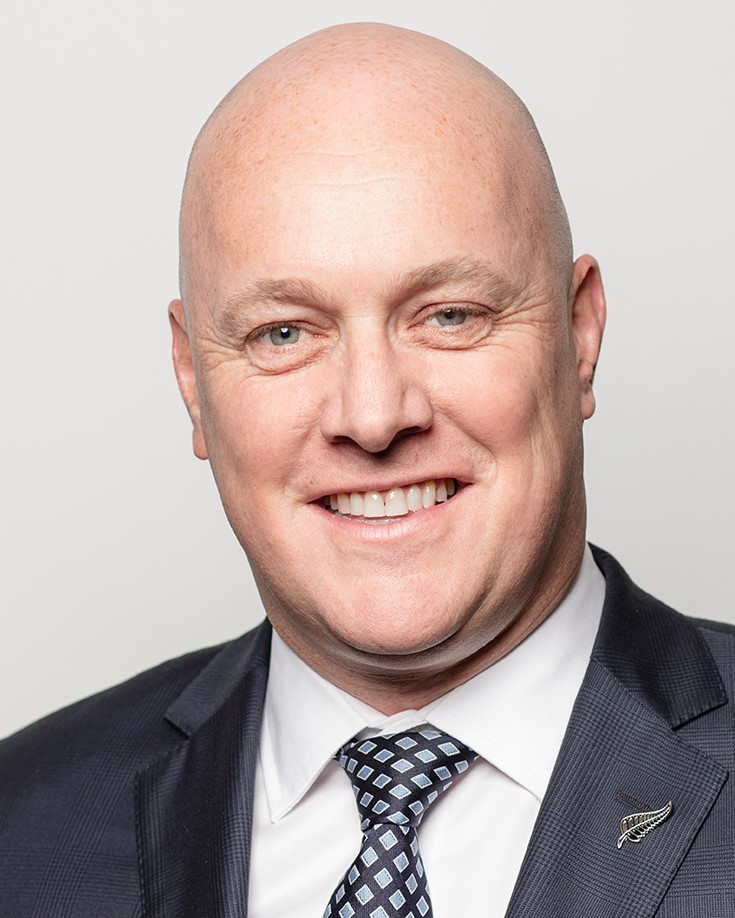
Christopher Mark Luxon (2016)

Christopher Mark Luxon (* 19. Juli 1970 in Christchurch) ist ein neuseeländischer Politiker der New Zealand National Party und seit dem 30. November 2021 Parteiführer. Seit Ende November 2023 ist er Premierminister von Neuseeland; zuvor war er Oppositionsführer im neuseeländischen Repräsentantenhaus.

## Leben
Christopher Luxon wurde am 19. Juli 1970 in Christchurch in der Region Canterbury auf der Südinsel von Neuseeland geboren und war der älteste von drei Söhnen der Familie. Sein Vater war Verkaufsleiter bei Johnson & Johnson und seine Mutter arbeitete als Psychotherapeutin und Beraterin. Als Luxon sieben Jahre alt war, zog die Familie nach Auckland in den Stadtteil Howick, wo er nacheinander die Botany School, Cockle Bay Primary und das Howick College besuchte. Als er 15 Jahre alt war, ging die Familie zurück nach Christchurch, wo er sein letztes Schuljahr an der Highschool absolvierte. An der University of Canterbury studierte er anschließend von 1989 bis 1992 und schloss dort mit einem Bachelor und Master of Commerce im Bereich Business Administration ab. In seinem letzten Studienjahr nahm Luxon am Unilever Management Trainee Programm teil, bei dem er in allen Teilen des Unternehmens eingesetzt wurde.

## Berufliche Karriere
Nach seinem Studium nahm er eine erste Führungsposition bei Unilever in Neuseeland an, in der er Markenmanager für das Waschmittelgeschäft wurde. Nach zwei Jahren zog er nach Australien und arbeite fünf Jahre lang in Sydney für das Unternehmen, in dem er in verschiedenen Vertriebs- und Marketingfunktionen tätig war. In den letzten drei Jahren davon leitete er auch eines der asiatischen Innovationszentren des Unternehmens. Danach folgten drei Jahre in der Zentrale des Unternehmens in London, wo er die Position des Global Deodorants and Grooming Category Directors bekleidete. Anschließend sandte das Unternehmen ihn als Regional Category Vice President Deodorants and Grooming North America nach Chicago und anschließend nach Toronto, wo er schließlich sein 18-jähriges Engagement für das Unternehmen als Präsident und CEO von Unilever in Kanada beendete.
Im Mai 2011 wechselte Luxon als Group General Manager International Airline zu Air New Zealand und kam dafür zurück nach Auckland. Er war sechs Jahre für das Unternehmen tätig.

## Politische Karriere
Luxon sagte von sich, dass der ehemalige Premierminister John Key ihn ermutigt hatte, sich für den für 
National sicheren Wahlkreis Botany zu bewerben. Der Wahlkreis wurde derzeit noch von dem unabhängigen Abgeordneten Jami-Lee Ross gehalten, der im Jahr zuvor nach einem heftigen und öffentlichen Streit mit dem Parteivorsitzenden Simon Bridges aus der Partei ausgetreten war.
Im November 2019 wurde Luxon in Auckland dann von seiner Partei für die anstehende Parlamentswahl des Jahres 2020 als Kandidat für den Wahlkreis Botany nominiert. Er gewann den Wahlkreis und damit am 17. Oktober 2020 erstmals einen Sitz im New Zealand Parliament. Luxon bekam am 30. November 2021 von seiner Partei die Rolle des Oppositionsführers zugedacht und wurde gleichzeitig zum Parteiführer der National Party gewählt.
Bei der Parlamentswahl in Neuseeland Mitte Oktober 2023 musste sich Premierminister Chris Hipkins von der New Zealand Labour Party gegen Luxon geschlagen geben, der mit seiner Partei mit knapp 39 % zwar stärkste Kraft wurde, aber nicht über eine absolute Mehrheit verfügen konnte. Luxon konnte schließlich mit den Parteien ACT New Zealand und New Zealand First eine Koalition bilden und wurde am 27. November 2023 mit der Vereidigung in sein neues Amt eingeführt. Noch am selben Tag stellte er sein Kabinett über das Department of the Prime Minister and Cabinet der Öffentlichkeit vor.
Seine Ministerämter:
| Minister                                        | vom               | bis     |
| ----------------------------------------------- | ----------------- | ------- |
| Prime Minister                                  | 27. November 2023 | aktuell |
| Minister for National Security and Intelligence | 27. November 2023 | aktuell |
| Minister Responsible for Ministerial Services   | 27. November 2023 | aktuell |

Quelle: Department of the Prime Minister and Cabinet

## Privates
Luxon ist verheiratet und hat zwei Kinder, eine Tochter und einen Sohn.